# Hạ thân nhiệt
Hạ thân nhiệt hay giảm thân nhiệt được định nghĩa là nhiệt độ cơ thể dưới 35 °C (95 °F) ở người.  Các triệu chứng phụ thuộc vào nhiệt độ. Trong hạ thân nhiệt nhẹ có diễn ra run rẩy và rối loạn tâm thần. Trong giảm thân nhiệt vừa phải run rẩy dừng lại và sự nhầm lẫn tinh thần tăng lên. Trong tình trạng hạ thân nhiệt nghiêm trọng, có thể có sự cởi quần áo nghịch lý, trong đó một người cởi bỏ quần áo, cũng như tăng nguy cơ ngừng tim.
Hạ thân nhiệt có hai loại nguyên nhân chính. Nó thông thường xảy ra từ tiếp xúc với nhiệt độ cực lạnh.  Nó cũng có thể xảy ra từ bất kỳ điều kiện làm giảm sản xuất nhiệt hoặc tăng mất nhiệt. Thông thường, điều này bao gồm nhiễm độc rượu nhưng cũng có thể bao gồm lượng đường trong máu thấp, chán ăn và tuổi cao. Nhiệt độ cơ thể thường được duy trì gần mức không đổi 36,5–37,5 °C (97,7–99,5 °F) thông qua điều chỉnh nhiệt. Nỗ lực tăng nhiệt độ cơ thể liên quan đến các hoạt động run rẩy, tăng hoạt động tự nguyện và mặc quần áo ấm hơn. Hạ thân nhiệt có thể được chẩn đoán dựa trên các triệu chứng của một người khi có các yếu tố rủi ro hoặc bằng cách đo nhiệt độ cơ thể của một người.
Điều trị hạ thân nhiệt nhẹ bao gồm đồ uống ấm, mặc quần áo ấm và hoạt động thể chất. Ở những người bị hạ thân nhiệt vừa phải, nên dùng chăn sưởi và truyền dịch ấm. Những người bị hạ thân nhiệt vừa hoặc nặng nên được di chuyển nhẹ nhàng.  Trong trường hợp hạ thân nhiệt nghiêm trọng, oxy hóa màng ngoài cơ thể (ECMO) hoặc bắc cầu tim phổi có thể hữu ích. Ở những người không có mạch, hồi sức tim phổi (CPR) được chỉ định cùng với các biện pháp trên. Làm ấm lại thường được tiếp tục cho đến khi nhiệt độ của một người lớn hơn 32 °C (90 °F). Nếu không có sự cải thiện tại thời điểm này hoặc mức kali trong máu lớn hơn 12 mmol/lít bất cứ lúc nào, có thể ngừng hồi sức.
Hạ thân nhiệt là nguyên nhân của ít nhất 1.500 ca tử vong mỗi năm tại Hoa Kỳ. Nó phổ biến hơn ở người già và nam giới. Một trong những nhiệt độ cơ thể thấp nhất được ghi nhận từ người bị hạ thân nhiệt tình cờ sống sót là 13,0 °C (55,4 °F) trong vụ suýt chết đuối của một bé gái 7 tuổi ở Thụy Điển. Sống sót sau hơn sáu giờ CPR đã được mô tả.  Đối với những người sử dụng ECMO hoặc bắc cầu tim phổi, tỷ lệ sống sót là khoảng 50%. Những cái chết do hạ thân nhiệt đã đóng một vai trò quan trọng trong nhiều cuộc chiến. Thuật ngữ này có tên gọi tiếng Anh hypothermia, từ tiếng Hy Lạp, hupo, có nghĩa là "dưới" và θερμία, thermía, có nghĩa là "nhiệt". Đối lập với hạ thân nhiệt là tăng thân nhiệt, tăng nhiệt độ cơ thể do điều chỉnh nhiệt thất bại.

## Phân loại
Hạ thân nhiệt thường được định nghĩa là bất kỳ nhiệt độ cơ thể dưới 35 °C (95 °F). Với phương pháp này, nó được chia thành các mức độ nghiêm trọng dựa trên nhiệt độ cơ thể.
Một hệ thống phân loại khác, hệ thống stag Thụy Sĩ, phân chia hạ thân nhiệt dựa trên các triệu chứng xuất hiện được ưu tiên khi không thể xác định nhiệt độ lõi chính xác.
Các thương tích liên quan đến triệu chứng cảm lạnh khác có thể xuất hiện một mình hoặc kết hợp với hạ thân nhiệt bao gồm: 
- Cước: tình trạng gây ra bởi sự tiếp xúc nhiều lần của da với nhiệt độ ngay trên mức đóng băng. Cái lạnh gây ra tổn thương cho các mạch máu nhỏ trong da. Thiệt hại này là vĩnh viễn và đỏ và ngứa sẽ trở lại với tiếp xúc bổ sung. Đỏ và ngứa thường xảy ra trên má, tai, ngón tay và ngón chân.[6]
- Bỏng lạnh nặng: đóng băng và phá hủy mô [7]
- Bỏng lạnh nhẹ: làm lạnh bề mặt các mô mà không phá hủy tế bào [8]
- Chân rãnh hoặc chân ngâm: một tình trạng gây ra bởi tiếp xúc lặp đi lặp lại với nước ở nhiệt độ không đóng băng.

Nhiệt độ cơ thể người bình thường thường được ghi nhận là 36,5–37,5 °C (97,7–99,5 °F). Tăng thân nhiệt và sốt, được định nghĩa là nhiệt độ lớn hơn 37,5–38,3 °C (99,5–100,9 °F).

## Dấu hiệu và triệu chứng
Các dấu hiệu và triệu chứng khác nhau tùy thuộc vào mức độ hạ thân nhiệt, và có thể được chia theo ba giai đoạn nghiêm trọng. Trẻ sơ sinh bị hạ thân nhiệt có thể cảm thấy lạnh khi chạm vào, với làn da có màu đỏ tươi và thiếu năng lượng bất thường.

### Nhẹ
Các triệu chứng hạ thân nhiệt nhẹ có thể mơ hồ, với sự kích thích hệ thần kinh giao cảm (run rẩy, huyết áp cao, nhịp tim nhanh, nhịp hô hấp nhanh và co thắt mạch máu). Đây là tất cả các phản ứng sinh lý để bảo quản nhiệt. Sản xuất nước tiểu tăng do lạnh, rối loạn tâm thần và rối loạn chức năng gan cũng có thể có mặt. Tăng đường huyết có thể có mặt, vì tiêu thụ glucose của các tế bào và bài tiết insulin đều giảm, và độ nhạy cảm của mô với insulin có thể bị giảm sút. Kích hoạt giao cảm cũng giải phóng glucose từ gan. Trong nhiều trường hợp, tuy nhiên, đặc biệt là ở những người bị nhiễm độc rượu, hạ đường huyết dường như là một nguyên nhân phổ biến hơn. Hạ đường huyết cũng được tìm thấy ở nhiều người bị hạ thân nhiệt, vì hạ thân nhiệt có thể là kết quả của hạ đường huyết.

### Vừa phải
Khi hạ thân nhiệt ở mức vừa phải, các triệu chứng bao gồm: thay đổi trạng thái tâm thần như mất trí nhớ, nhầm lẫn, nói chậm, giảm phản xạ và mất các kỹ năng vận động tinh.

### Nặng
Khi nhiệt độ giảm, các hệ thống sinh lý tiếp theo đều bị khó khăn và nhịp tim, nhịp hô hấp và huyết áp đều giảm. Điều này dẫn đến nhịp tim dự kiến ở 30 giây ở nhiệt độ 28 °C (82 °F).
Thường không có triệu chứng run rẩy, lạnh, da bị viêm, ảo giác, thiếu phản xạ, đồng tử giãn cố định, huyết áp thấp và phù phổi. Nhịp tim và nhịp thở giảm đáng kể, nhưng nhịp tim nhanh (nhịp nhanh thất, rung tâm nhĩ) cũng có thể xảy ra. Rung tâm nhĩ thường không phải là một mối quan tâm trong chính nó.

### Cởi quần áo nghịch lý
Hai mươi đến năm mươi phần trăm trường hợp tử vong do hạ thân nhiệt có liên quan đến việc cởi quần áo nghịch lý. Điều này thường xảy ra trong quá trình hạ thân nhiệt vừa và nặng, vì người bệnh trở nên mất phương hướng, bối rối và hiếu chiến. Họ có thể bắt đầu loại bỏ quần áo của họ, do đó, làm tăng tốc độ mất nhiệt.
Những người cứu hộ được đào tạo về kỹ thuật sinh tồn trên núi được dạy để tránh điều này; tuy nhiên, những người chết vì hạ thân nhiệt trong môi trường đô thị đôi khi được cho không chính xác là do bị tấn công tình dục.
Một lời giải thích cho tác động là trục trặc do cảm lạnh của vùng dưới đồi, phần não điều chỉnh nhiệt độ cơ thể. Một lời giải thích khác là các cơ co thắt mạch máu ngoại biên trở nên cạn kiệt (được gọi là mất trương lực vận mạch) và thư giãn, dẫn đến máu tăng đột ngột (và nóng) đến tứ chi, khiến người bệnh cảm thấy quá nóng.

### Hội chứng trốn tìm
Một hành vi tự bảo vệ rõ ràng, được gọi là "đào hang đầu cuối" hay "hội chứng trốn tìm", xảy ra trong giai đoạn cuối của hạ thân nhiệt. Những người bị ảnh hưởng sẽ vào những không gian nhỏ, kín, như bên dưới giường hoặc phía sau tủ quần áo. Nó thường được liên kết với cởi quần áo nghịch lý. Các nhà nghiên cứu ở Đức tuyên bố đây "rõ ràng là một quá trình tự trị của thân não, được kích hoạt ở trạng thái hạ thân nhiệt cuối cùng và tạo ra một hành vi bảo vệ nguyên thủy và giống như đào hang, như nhìn thấy ở động vật ngủ đông". Điều này xảy ra chủ yếu trong trường hợp nhiệt độ giảm chậm.

## Nguyên nhân

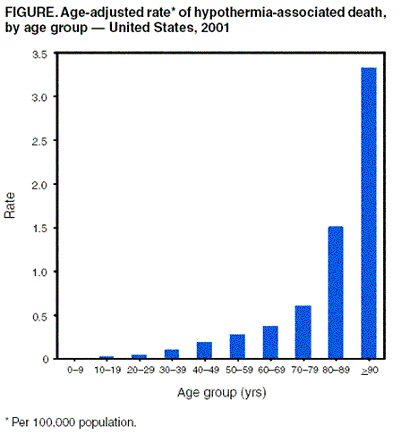
Tỷ lệ hạ thân nhiệt liên quan chặt chẽ đến tuổi ở Hoa Kỳ

Hạ thân nhiệt thường xảy ra do tiếp xúc với nhiệt độ thấp và thường phức tạp do tiêu thụ rượu quá mức. Tuy nhiên, bất kỳ điều kiện nào làm giảm sản xuất nhiệt, tăng mất nhiệt hoặc làm suy yếu quá trình điều nhiệt, tuy nhiên, có thể đóng góp.  Do đó, các yếu tố nguy cơ hạ thân nhiệt bao gồm: lạm dụng chất gây nghiện (bao gồm lạm dụng rượu), vô gia cư, bất kỳ tình trạng nào ảnh hưởng đến phán đoán (như hạ đường huyết), cực đoan về tuổi tác, mặc quần áo kém, điều kiện y tế mãn tính (như suy giáp và nhiễm trùng huyết) và sống trong một môi trường lạnh. Hạ thân nhiệt xảy ra thường xuyên trong chấn thương lớn, và cũng được quan sát thấy trong các trường hợp nghiêm trọng của chứng chán ăn tâm thần. Hạ thân nhiệt cũng liên quan đến kết quả tồi tệ hơn ở những người bị nhiễm trùng huyết. Trong khi hầu hết những người bị nhiễm trùng huyết bị sốt (nhiệt độ cơ thể tăng cao), một số người bị hạ thân nhiệt.
Ở khu vực thành thị, hạ thân nhiệt thường xuyên xảy ra khi tiếp xúc với cái lạnh mãn tính, chẳng hạn như trong trường hợp vô gia cư, cũng như với các tai nạn ngâm nước liên quan đến ma túy, rượu hoặc bệnh tâm thần. Trong khi các nghiên cứu đã chỉ ra rằng những người vô gia cư có nguy cơ tử vong sớm do hạ thân nhiệt, tỷ lệ thực sự của các trường hợp tử vong liên quan đến hạ thân nhiệt trong dân số này rất khó xác định. Trong môi trường nông thôn nhiều hơn, tỷ lệ hạ thân nhiệt cao hơn ở những người mắc bệnh đáng kể và ít có khả năng di chuyển độc lập.  Với sự quan tâm ngày càng tăng đối với khám phá thiên nhiên hoang dã, và các môn thể thao ngoài trời và dưới nước, tỷ lệ hạ thân nhiệt thứ phát do tiếp xúc ngẫu nhiên có thể trở nên thường xuyên hơn trong cộng đồng nói chung.

### Rượu
Tiêu thụ rượu làm tăng nguy cơ hạ thân nhiệt theo hai cách: giãn mạch và hệ thống kiểm soát nhiệt độ trong não. Sự giãn mạch làm tăng lưu lượng máu đến da, dẫn đến mất nhiệt ra môi trường. Điều này tạo ra hiệu ứng của một cá nhân cảm thấy ấm áp, khi họ thực sự đang mất nhiệt. Rượu cũng ảnh hưởng đến hệ thống điều chỉnh nhiệt độ trong não, làm giảm khả năng run rẩy của cơ thể và sử dụng năng lượng thường giúp cơ thể tạo ra nhiệt. Các tác động tổng thể của rượu dẫn đến giảm nhiệt độ cơ thể và giảm khả năng tạo nhiệt cơ thể để đáp ứng với môi trường lạnh. Rượu là một yếu tố nguy cơ phổ biến gây tử vong do hạ thân nhiệt. Từ 33% đến 73% các trường hợp hạ thân nhiệt rất phức tạp là do rượu.

### Thiếu kinh phí
Tại Anh, 28.354 trường hợp hạ thân nhiệt đã được điều trị vào năm 2012-13 - tăng 25% so với năm trước.  Một số trường hợp tử vong do hạ thân nhiệt, cũng như các trường hợp tử vong có thể phòng ngừa khác, xảy ra do người nghèo không thể dễ dàng giữ ấm. Hóa đơn nhiên liệu tăng đã làm tăng số người gặp khó khăn trong việc chi trả cho việc sưởi ấm đầy đủ ở Anh. Một số người hưu trí và người tàn tật có nguy cơ vì họ không làm việc và không thể dễ dàng rời khỏi nhà của họ. Cách nhiệt tốt hơn có thể giúp đỡ.

### Ngâm nước

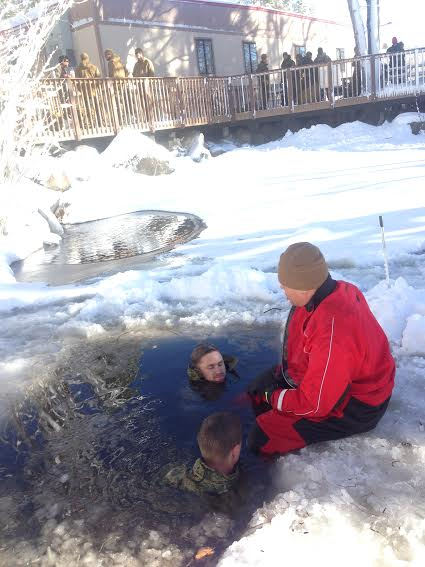
Hai lính thủy đánh bộ Mỹ tham gia một cuộc tập trận hạ thân nhiệt

Hạ thân nhiệt tiếp tục là một hạn chế lớn đối với việc bơi hoặc lặn trong nước lạnh. Việc giảm sự khéo léo của ngón tay do đau hoặc tê làm giảm sự an toàn và khả năng làm việc nói chung, do đó làm tăng các nguy cơ chấn thương khác.
Các yếu tố khác dẫn đến triệu chứng hạ thân nhiệt bao gồm mất nước, quấn lại không đầy đủ giữa các lần lặn lặp đi lặp lại, bắt đầu lặn trong khi mặc đồ lót khô, ướt, đổ mồ hôi khi làm việc, cách nhiệt không đủ (ví dụ, đồ lót khô mỏng) và điều hòa vật lý kém.
Nhiệt bị mất nhanh hơn nhiều trong nước so với trong không khí. Do đó, nhiệt độ nước khá hợp lý vì nhiệt độ không khí ngoài trời có thể dẫn đến hạ thân nhiệt ở những người sống sót, mặc dù đây thường không phải là nguyên nhân lâm sàng trực tiếp gây tử vong cho những người không được giải cứu. Nhiệt độ nước là 10 °C (50 °F) có thể dẫn đến tử vong chỉ trong một giờ và nhiệt độ nước gần đóng băng có thể gây tử vong chỉ trong 15 phút. Một ví dụ đáng chú ý về điều này xảy ra trong vụ đắm tàu Titanic, khi hầu hết những người bị rơi xuống khu vực nước biển −2 °C (28 °F) chết sau 15-30 phút.
Nguyên nhân thực sự gây tử vong trong nước lạnh thường là do các phản ứng của cơ thể đối với sự mất nhiệt và nước đóng băng, thay vì hạ thân nhiệt (mất nhiệt độ cơ thể). Ví dụ, lao xuống biển đóng băng, khoảng 20% nạn nhân tử vong trong vòng hai phút do sốc lạnh (thở nhanh không kiểm soát và thở hổn hển, gây ra hít phải nước, tăng huyết áp và căng thẳng tim dẫn đến ngừng tim và hoảng loạn); 50% khác chết trong vòng 15 phút 30 phút do mất khả năng chịu lạnh (không thể sử dụng hoặc điều khiển tay chân để bơi hoặc nắm, vì cơ thể "bảo vệ" các cơ ngoại biên của các chi để bảo vệ lõi của nó). Kiệt sức và bất tỉnh gây ra đuối nước, yêu cầu phần còn lại trong một thời gian tương tự.

## Sinh lý bệnh
Nhiệt chủ yếu được tạo ra trong các mô cơ, bao gồm tim và gan, trong khi nó bị mất qua da (90%) và phổi (10%). Sản xuất nhiệt có thể tăng gấp hai đến bốn lần thông qua các cơn co thắt cơ bắp (tức là tập thể dục và run rẩy).  Tốc độ mất nhiệt được xác định, như với bất kỳ đối tượng nào, bằng cách đối lưu, dẫn và bức xạ. Tỷ lệ của những điều này có thể bị ảnh hưởng bởi chỉ số khối cơ thể, diện tích bề mặt cơ thể đến tỷ lệ thể tích, quần áo và các điều kiện môi trường khác.
Nhiều thay đổi về sinh lý xảy ra khi nhiệt độ cơ thể giảm. Những điều này xảy ra trong hệ thống tim mạch dẫn đến sóng Osborn J và các rối loạn nhịp tim khác, giảm hoạt động điện của hệ thống thần kinh trung ương, lợi tiểu lạnh và phù phổi không do tim.
Nghiên cứu đã chỉ ra rằng mức lọc cầu thận (GFR) giảm do hạ thân nhiệt. Về bản chất, hạ thân nhiệt làm tăng co mạch tiền chất, do đó làm giảm cả lưu lượng máu trong thận (RBF) và GFR.

## Chẩn đoán

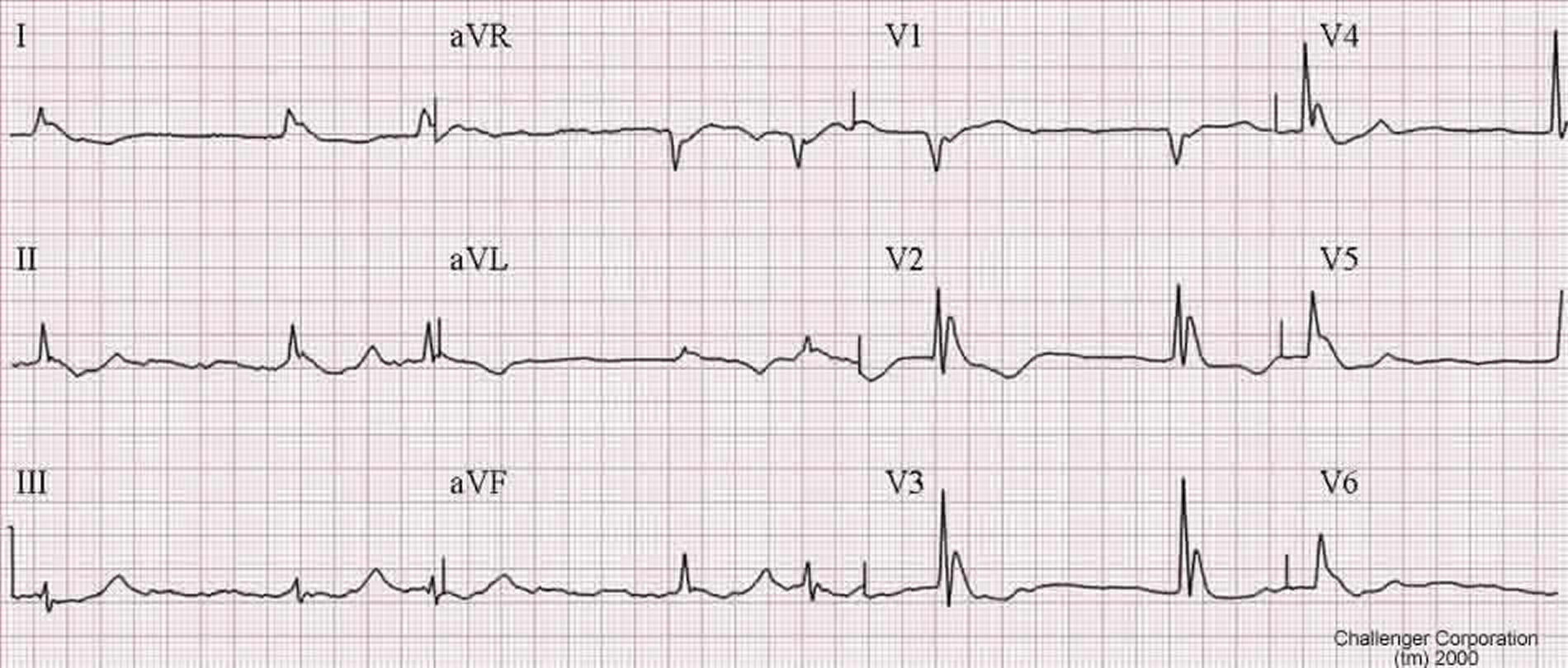
Rung tâm nhĩ và sóng Osborn J ở một người bị hạ thân nhiệt. Lưu ý những gì có thể bị nhầm lẫn với độ cao ST.

Xác định chính xác nhiệt độ cơ thể thường đòi hỏi một nhiệt kế nhiệt độ thấp đặc biệt, vì hầu hết các nhiệt kế lâm sàng không đo chính xác dưới 34,4 °C (93,9 °F). Một nhiệt kế nhiệt độ thấp có thể được đặt trong trực tràng, thực quản hoặc bàng quang. Các phép đo thực quản là chính xác nhất và được khuyến nghị một khi một người được đặt nội khí quản. Các phương pháp đo khác như trong miệng, dưới cánh tay hoặc sử dụng nhiệt kế tai hồng ngoại thường không chính xác.
Vì nhịp tim của người hạ thân nhiệt có thể rất chậm, cảm giác nhịp tim kéo dài có thể được yêu cầu trước khi phát hiện. Vào năm 2005, Hiệp hội Tim mạch Hoa Kỳ đã khuyến nghị ít nhất 30-45 giây để xác minh sự vắng mặt của mạch trước khi bắt đầu CPR. Những người khác đề nghị kiểm tra 60 giây.
Phát hiện ECG cổ điển của hạ thân nhiệt là sóng Osborn J. Ngoài ra, rung tâm thất thường xuyên xảy ra dưới 28 °C (82 °F) và tâm thu dưới 20 °C (68 °F). Osborn J có thể trông rất giống với bệnh nhồi máu cơ tim cấp ST. Huyết khối như một phản ứng với sự hiện diện của sóng Osborn J không được chỉ định, vì nó chỉ làm xấu đi tình trạng rối loạn đông máu tiềm ẩn do hạ thân nhiệt gây ra.

## Phòng ngừa
Quần áo phù hợp giúp ngăn ngừa hạ thân nhiệt. Vải tổng hợp và len cao cấp hơn cotton vì chúng cung cấp cách nhiệt tốt hơn khi ướt và khô. Một số loại vải tổng hợp, chẳng hạn như polypropylen và polyester, được sử dụng trong quần áo được thiết kế để thấm mồ hôi ra khỏi cơ thể, chẳng hạn như vớ lót và quần lót thấm ẩm. Quần áo nên vừa vặn, vì quần áo chật làm giảm lưu thông lưu lượng máu ấm. Trong kế hoạch hoạt động ngoài trời, cần phải chuẩn bị thích hợp trang phục cho thời tiết lạnh. Những người uống rượu trước hoặc trong khi hoạt động ngoài trời nên đảm bảo ít nhất một người tỉnh táo có trách nhiệm về sự an toàn.
Che đầu là biện pháp hiệu quả, nhưng không hiệu quả hơn che phủ bất kỳ phần nào khác của cơ thể. Trong khi văn hóa dân gian thông thường nói rằng mọi người mất phần lớn nhiệt qua đầu, thì mất nhiệt từ đầu không đáng kể hơn so với các bộ phận không được che chở khác của cơ thể. Tuy nhiên, mất nhiệt từ đầu là đáng kể ở trẻ sơ sinh, có đầu lớn hơn so với phần còn lại của cơ thể so với người lớn. Một số nghiên cứu đã chỉ ra rằng đối với trẻ sơ sinh không được che chắn, mũ lót giảm đáng kể mất nhiệt và căng thẳng nhiệt. Trẻ em có diện tích bề mặt lớn hơn trên một đơn vị khối lượng, và những thứ khác bằng nhau nên có thêm một lớp quần áo so với người lớn trong điều kiện tương tự, và nên hạn chế thời gian chúng ở trong môi trường lạnh. Tuy nhiên, trẻ em thường hoạt động nhiều hơn người lớn và có thể sinh ra nhiều nhiệt hơn. Ở cả người lớn và trẻ em, việc vận động quá sức gây ra mồ hôi và do đó làm tăng mất nhiệt.
Xây dựng một nơi trú ẩn có thể hỗ trợ sự sống còn khi có nguy cơ tử vong do phơi nhiễm. Mp8o trí có thể có nhiều loại khác nhau, kim loại có thể dẫn nhiệt và đôi khi tốt nhất nên tránh. Nơi trú ẩn không nên quá lớn để hơi ấm cơ thể ở gần người cư ngụ. Thông gió tốt là điều cần thiết đặc biệt là nếu ngọn lửa sẽ được thắp trong nơi trú ẩn. Các đám cháy nên được dập tắt trước khi người cư ngụ ngủ để ngăn ngừa ngộ độc cacbon monoxit. Những người bị kẹt lại trong điều kiện rất lạnh, có tuyết có thể xây dựng một lều tuyết hoặc hang tuyết để trú ẩn.
Cảnh sát biển Hoa Kỳ khuyến khích sử dụng áo phao để bảo vệ chống hạ thân nhiệt thông qua quy tắc 50/50/50: Nếu ai đó ở độ 50 °F (10 °C) nước trong 50 phút, anh ấy/cô ấy có cơ hội sống sót cao hơn 50% nếu mặc áo phao.   Tư thế giảm nhiệt thoát ra có thể được sử dụng để tăng tỷ lệ sống sót trong nước lạnh.
Trẻ em nên ngủ lúc 16-20 °C (61-68   °F) và người nội trợ nên được kiểm tra thường xuyên để đảm bảo nhiệt độ của ngôi nhà ít nhất là 18 °C (64 °F).

## Quản lý
| Bằng                     | Kỹ thuật làm ấm lại            |
| ------------------------ | ------------------------------ |
| Nhẹ (giai đoạn 1)        | Làm ấm lại thụ động            |
| Trung bình (giai đoạn 2) | Hoạt động làm ấm lại bên ngoài |
| Nặng (giai đoạn 3 và 4)  | Hoạt động làm ấm lại nội bộ    |

Sự tích cực của điều trị được kết hợp với mức độ hạ thân nhiệt. Điều trị bao gồm từ không xâm lấn, nóng lên bên ngoài thụ động đến làm ấm lại bên ngoài, đến làm ấm lại cơ thể hoạt động. Trong trường hợp nghiêm trọng, hồi sức bắt đầu bằng cách loại bỏ đồng thời khỏi môi trường lạnh và quản lý đường thở, hô hấp và tuần hoàn. làm ấm lại nhanh chóng sau đó được bắt đầu. Di chuyển người càng ít và càng nhẹ càng tốt được khuyến nghị vì xử lý tích cực có thể làm tăng nguy cơ rối loạn nhịp tim.
Hạ đường huyết là một biến chứng thường xuyên và cần được kiểm tra và điều trị.Thiamine và glucose thông qua tiêm tĩnh mạch thường được khuyên dùng, vì nhiều nguyên nhân gây hạ thân nhiệt rất phức tạp do bệnh não Wernicke.
Cục Y tế Quốc gia Vương quốc Anh khuyên không nên cho một người vào bồn nước nóng, xoa bóp tay và chân, sử dụng miếng đệm sưởi ấm hoặc cho họ uống rượu. Những biện pháp này có thể gây giảm huyết áp nhanh chóng và ngừng tim tiềm ẩn.

### làm ấm lại
Làm ấm lại có thể được thực hiện với một số phương pháp bao gồm làm ấm lại bên ngoài thụ động, làm ấm lại bên ngoài chủ động và làm ấm lại bên trong chủ động. làm ấm lại bên ngoài thụ động liên quan đến việc sử dụng khả năng tạo nhiệt của một người bằng cách cung cấp quần áo khô cách nhiệt đúng cách và di chuyển đến môi trường ấm áp. Làm ấm lại bên ngoài thụ động được khuyến khích cho những người bị hạ thân nhiệt nhẹ.
Làm ấm lại bên ngoài chủ động liên quan đến việc áp dụng các thiết bị làm ấm bên ngoài, chẳng hạn như chăn sưởi. Chúng có thể hoạt động bằng không khí cưỡng bức được làm ấm (Bair Hugger là một thiết bị thường được sử dụng), phản ứng hóa học hoặc điện. Trong môi trường hoang dã, hạ thân nhiệt có thể được giúp đỡ bằng cách đặt chai nước nóng ở cả nách và háng. Hoạt động làm ấm lại bên ngoài được khuyến khích cho hạ thân nhiệt vừa phải. Hoạt động làm ấm lại cơ thể liên quan đến việc sử dụng các chất lỏng làm ấm tĩnh mạch, thủy lợi của khoang cơ thể với các chất lỏng ấm (các ngực hoặc bụng), sử dụng không khí hít ẩm ấm, hoặc sử dụng thiết bị làm ấm lại như thông qua một máy tim phổi hoặc oxy hóa màng ngoài (ECMO). Làm ấm lại ngoài cơ thể là phương pháp nhanh nhất cho những người bị hạ thân nhiệt nặng.  Khi hạ thân nhiệt nghiêm trọng đã dẫn đến ngừng tim, việc làm ấm ngoại bào hiệu quả sẽ giúp sống sót với chức năng tinh thần bình thường khoảng 50% thời gian.  Nên tưới ngực nếu bỏ qua hoặc ECMO.
Sốc ấm lại (hoặc sập ấm lại) là huyết áp giảm đột ngột kết hợp với cung lượng tim thấp có thể xảy ra trong quá trình điều trị tích cực của một người bị hạ thân nhiệt nghiêm trọng. Có một mối quan tâm về mặt lý thuyết rằng việc làm ấm lại bên ngoài thay vì làm ấm lại bên trong có thể làm tăng rủi ro. Những lo ngại này một phần được cho là do hậu quả, một tình huống được phát hiện trong các thí nghiệm trong phòng thí nghiệm khi nhiệt độ cơ thể tiếp tục giảm sau khi làm ấm lại đã được bắt đầu. Các nghiên cứu gần đây đã không hỗ trợ những mối quan tâm này, và các vấn đề không được tìm thấy với việc làm ấm lại bên ngoài tích cực.

### Chất lỏng
Đối với những người tỉnh táo và có thể nuốt, uống chất lỏng ngọt có thể giúp làm tăng nhiệt độ. Nhiều người khuyên nên uống rượu và đồ uống chứa caffein. Vì hầu hết mọi người bị mất nước vừa phải là do lợi tiểu do cảm lạnh, nên truyền dịch ấm vào nhiệt độ 38–45 °C (100–113 °F) thường được đề nghị.

### Ngừng tim
Ở những người không có dấu hiệu của sự sống, nên hồi sức tim phổi (CPR) trong quá trình làm ấm lại tích cực. Đối với rung tâm thất hoặc nhịp nhanh thất, nên thử khử rung tim đơn. Tuy nhiên, những người bị hạ thân nhiệt nghiêm trọng có thể không đáp ứng với nhịp độ hoặc khử rung tim. Người ta không biết có nên khử rung tim nữa hay không cho đến khi nhiệt độ cơ thể đạt 30 °C (86 °F). Ở châu Âu, epinephrine không được khuyến nghị cho đến khi nhiệt độ cơ thể của người đó đạt đến 30 °C (86 °F), trong khi Hiệp hội Tim mạch Hoa Kỳ khuyến nghị tối đa ba liều epinephrine trước khi nhiệt độ cơ bản là 30 °C (86 °F) đạt được. Khi nhiệt độ 30 °C (86 °F) đã đạt được, nên tuân thủ các giao thức ACLS bình thường.

## Tiên lượng
Thông thường không nên tuyên bố một người chết cho đến khi cơ thể họ được làm ấm đến nhiệt độ cơ thể gần như bình thường lớn hơn 32 °C (90 °F), vì hạ thân nhiệt cực độ có thể ức chế chức năng của tim và não. Các ngoại lệ bao gồm nếu có một vết thương gây tử vong rõ ràng hoặc ngực bị đóng băng để không thể nén được. Nếu một người bị chôn vùi trong trận tuyết lở trong hơn 35 phút và được tìm thấy với một miệng đầy tuyết mà không có mạch đập, dừng lại sớm cũng có thể là hợp lý. Đây cũng là trường hợp nếu kali máu của một người lớn hơn 12 mmol/l.
Những người bị cứng đồng tử mắt không di chuyển có thể sống sót nếu được điều trị tích cực. Sống sót với chức năng tốt đôi khi cũng xảy ra ngay cả sau khi cần CPR hàng giờ.  Trẻ em bị tai nạn đuối nước gần 0 °C (32 °F) đôi khi có thể được hồi sinh, thậm chí hơn một giờ sau khi mất ý thức. Nước lạnh làm giảm quá trình trao đổi chất, cho phép não chịu được thời gian thiếu oxy lâu hơn nhiều. Mặc dù có thể sống sót, tỷ lệ tử vong do hạ thân nhiệt nghiêm trọng hoặc sâu vẫn còn cao mặc dù điều trị tối ưu. Các nghiên cứu ước tính tỷ lệ tử vong nằm trong khoảng từ 38% đến 75%.
Ở những người bị hạ thân nhiệt do một vấn đề sức khỏe tiềm ẩn khác, khi cái chết xảy ra, nó thường xuất phát từ vấn đề sức khỏe tiềm ẩn đó.

## Dịch tễ học
Từ năm 1995 đến 2004 tại Hoa Kỳ, trung bình có 1560 ca cấp cứu liên quan đến lạnh xảy ra mỗi năm và trong những năm 1999 đến 2004, trung bình có 647 người chết mỗi năm do hạ thân nhiệt. Trong số các trường hợp tử vong được báo cáo từ năm 1999 đến 2002 tại Hoa Kỳ, 49% trong số những người bị ảnh hưởng là từ 65 tuổi trở lên và hai phần ba là nam giới. Hầu hết các trường hợp tử vong không liên quan đến công việc (63%) và 23% những người bị ảnh hưởng ở nhà.  Hạ thân nhiệt là phổ biến nhất trong những tháng mùa thu và mùa đông từ tháng 10 đến tháng 3.  Tại Vương quốc Anh, ước tính 300 ca tử vong mỗi năm là do hạ thân nhiệt, trong khi đó tỷ lệ tử vong liên quan đến hạ thân nhiệt hàng năm ở Canada là 8000.

## Lịch sử

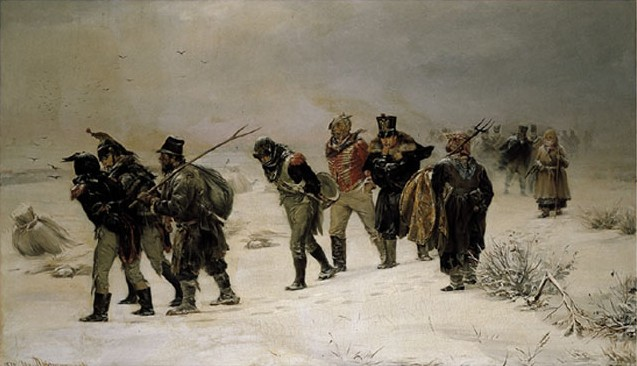
Quân đội của Napoleon rút lui khỏi Nga vào năm 1812.

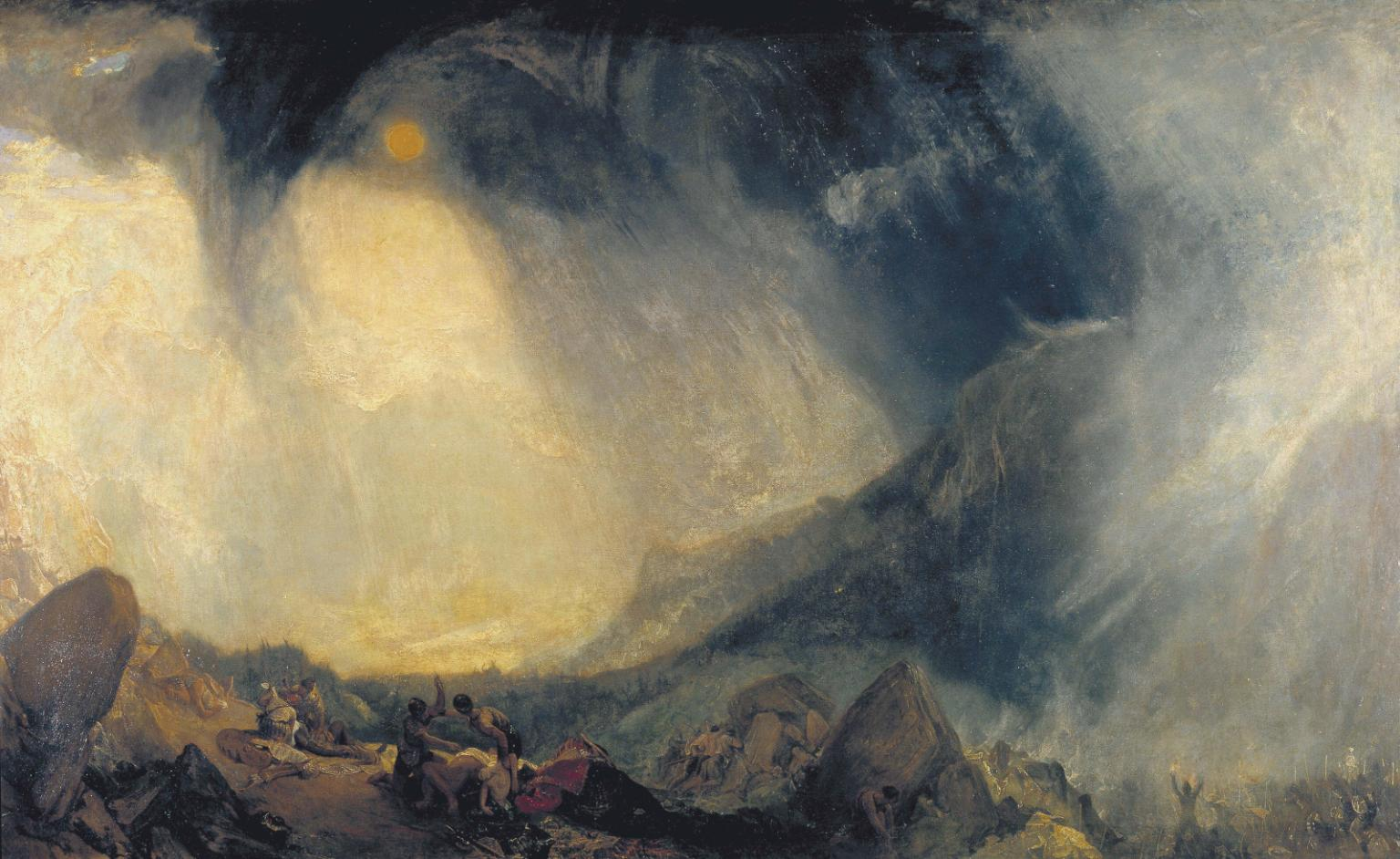
Bão tuyết: Hannibal và quân đội của anh băng qua dãy Alps, JMW Turner

Hạ thân nhiệt đã đóng một vai trò quan trọng trong sự thành công hay thất bại của nhiều chiến dịch quân sự, từ việc Hannibal mất gần một nửa số người trong Chiến tranh Punic lần thứ hai (218 trước Công nguyên) cho đến khi quân đội Napoleon bị đánh bại ở Nga vào năm 1812. Chiến sĩ đi lang thang xung quanh có triệu chứng nhầm lẫn bởi hạ thân nhiệt, một số bị bất tỉnh và chết, những người khác rùng mình, sau đó lờ đờ, và có xu hướng ngủ. Những người khác quá yếu để đi bộ; một số ở lại như vậy trong một thời gian chống lại cái chết. Mạch đập của một số người yếu và khó phát hiện; Những người khác rên rỉ; nhưng những người khác có đôi mắt mở và trơ tráo với sự mê sảng yên tĩnh. Mất mạng do hạ thân nhiệt ở các vùng của Nga tiếp tục xảy ra ở 2 cuộc chiến tranh thế giới thứ nhất và thứ hai cuộc chiến tranh thế giới, đặc biệt là trong trận Stalingrad.
Các ví dụ dân sự về cái chết do hạ thân nhiệt xảy ra trong vụ chìm tàu RMS Titanic và RMS Lusitania, và gần đây là vụ chìm tàu MS Estonia.
Các nhà thám hiểm Nam Cực đã bị hạ thân nhiệt; Ernest Shackleton và nhóm của ông đã đo nhiệt độ cơ thể "dưới 94,2°, có nghĩa là tử vong tại nhà", mặc dù điều này có lẽ liên quan đến nhiệt độ miệng hơn là nhiệt độ cơ thể và tương ứng với hạ thân nhiệt nhẹ. Một người trong nhóm của Scott, Atkinson, bị mất ý thức do hạ thân nhiệt.
Thí nghiệm của người Đức Quốc xã trong Chiến tranh thế giới thứ hai với số lượng tra tấn y tế bao gồm các thí nghiệm hạ thân nhiệt, khiến nhiều nạn nhân thiệt mạng. Có 360 đến 400 thí nghiệm và 280 đến 300 đối tượng, cho thấy một số đã có nhiều hơn một thử nghiệm được thực hiện trên chúng. Nhiều phương pháp làm ấm lại lại đã được thử, "Một trợ lý sau đó đã làm chứng rằng một số nạn nhân đã bị ném vào nước sôi để làm ấm lại".

## Những loài vật khác
Nhiều loài động vật khá thường hạ thân nhiệt trong lúc ngủ đông hoặc hôn mê.
Loài (Gấu nước), các sinh vật đa bào siêu nhỏ, có thể sống sót khi đóng băng ở nhiệt độ thấp bằng cách thay thế phần lớn nước bên trong của chúng bằng đường trehalose, ngăn chặn sự kết tinh làm hỏng màng tế bào.